# План «Грюн»
План «Грюн» (нім. Fall Grϋn — Зелений план) — план операції німецьких військ із захоплення Чехословаччини і ліквідації Чехословацької держави в 1938 році. Був скасований через капітуляцію чехословацького уряду за Мюнхенською угодою.
Перший проект плану був готовий до кінця 1937 року, потім переглянутий з урахуванням військової ситуації і вимог Гітлера. Докладний графік операції плану «Грюн» був розроблений Альфредом Йодлем. План операції передбачав не пізніше 1 жовтня 1938 року захопити Богемію і Моравію. Початку військових дій повинні були передувати широка пропагандистська кампанія проти Чехословаччини. В якості безпосереднього приводу до війни планувалося організувати гучну провокацію, наприклад, вбивство німецького посла. Німеччина планувала мобілізацію армії і швидкий удар головними силами в центр Чехословаччини з півночі на південь. Передбачалося за 4 дня придушити опір чехословацької армії, захопити Чехію і Моравію, відтіснити залишки чехословацьких військ в Словаччину[джерело?].
Також був розроблений план прикриття західних кордонів Німеччини на випадок втручання Франції, яка була пов'язана з Чехословаччиною військовим договором. У самій Німеччині багато хто не схвалював ідею війни проти Чехословаччини. Зокрема, багато представників генералітету вказували, що відмобілізовані армії Франції і Чехословаччини в сумі настільки перевершать наявні сили вермахту, що ситуація війни на два фронти буде безнадійною для Німеччини[джерело?].
Крім того, Радянський Союз ясно дав зрозуміти, що теж готовий брати участь в захисті Чехословаччини; заважала цьому тільки позиція Польщі, яка, швидше за все, відмовилася б пропустити частини Червоної Армії через свою територію. Гітлер, проте, був настільки одержимий ідеєю знищити Чехословаччину саме військовою силою, що відмовлявся брати до уваги ці міркування. Остаточною датою початку операції Гітлер призначив 28 вересня 1938 року[джерело?].
План був частково виконаний щодо психологічної війни, однак заплановані військові дії не відбулися. 29 вересня 1938 року відбулася Мюнхенська угода. Ознайомившись з основними пунктами угоди, представники Чехословаччини Войтех Масти і Хуберт Масарик висловили протест.  Але, в остаточному підсумку, під тиском керівництва Великої Британії та Франції підписали договір про передачу Чехословаччиною Німеччині Судецьких областей[джерело?].
Вранці президент Бенеш без згоди Національних зборів прийняв до виконання цю угоду. В день укладення Мюнхенської угоди, 30 вересня, Польща направила Празі черговий ультиматум і одночасно з німецькими військами ввела свою армію в Тешинську область, предмет територіальних суперечок між нею і Чехословаччиною в 1918—1920 роках. Залишившись в міжнародній ізоляції, чехословацький уряд змушений був прийняти умови ультиматуму.